# Camp de travail de Mielec
Mielec fut un camp de travaux forcés à la périphérie de la ville de Mielec (prononcée mielets), en Pologne. Les autorités d'occupation nazies créèrent ce camp en 1941 sur le site de l'ancienne usine d'avions polonaise connue sous le nom de Mielec Flugzeugwerke . Des Juifs polonais y travaillèrent pendant la seconde guerre mondiale et ce camp évolua en camp de concentration SS jusqu'à sa liquidation en 1944.  Il n'y a aucune documentation d'origine nazie qui indique le nombre exact de prisonniers qui se trouvaient dans le camp pendant la guerre ou lorsqu'il est passé d'un camp de travail à un camp de concentration. De plus, les témoignages de déportés Juifs sont contradictoires.  

## Avant la seconde guerre mondiale
Étant située dans la COP ( Central Industrial Region (Pologne)), l'une des plus grandes régions industrielles de Pologne, Mielec était un pole d'activité économique  à l'origine d'une atmosphère économique compétitive qui accrut les tensions entre Juifs et Polonais non juifs. Les Juifs se faisaient souvent piller leurs maisons ou briser les fenêtres de leurs entreprises ou de leurs maisons, créant une attitude antisémite avant même le début de la guerre.  

## Invasion allemande
Le 1er septembre 1939, l'Allemagne envahit la Pologne et prend le contrôle de Mielec le 13 septembre, particulièrement attirée par la fabrique d'avions. Une fois les dirigeants polonais remplacés par une administration allemande, la discrimination antisémite à Mielec s'intensifie, avec plus de pillages de magasins juifs et davantage de juifs recrutés pour effectuer des tâches subalternes telles que balayer les trottoirs et laver les voitures.  En 1939, 30 à 40 Juifs à Mielec ont été tués à la veille de Roch Hachana, après que les Allemands ont encerclé et incendié le Mikvé dans lequel ils étaient rassemblés. Ceux qui tentèrent de s'échapper furent abattus et ceux qui sont restés à l'intérieur périrent dans l'incendie.  
En janvier 1940, les camps de travail sont présents dans toute la Pologne. Le 9 mars 1942, les Juifs de Mielec qui n'avaient pas encore été transportés vers d'autres camps de travail furent menés, sous la menace d'une arme à feu, vers la fabrique d'aéronefs à la périphérie de la ville où ils ont ensuite été mis en fourrière. Les personnes malades, âgées, blessées, faibles ou les personnalités locales furent abattues et enterrées dans une fosse commune.  

## La vie au camp
Les Juifs du camp de travail de Mielec furent confrontés à des conditions de vie brutales. Le camp était d'environ un hectare de terrain entouré de barbelés électrifiés avec quelques baraquements en bois pour loger les 1500 à 2000 prisonniers. Le camp de travail était à l'origine dirigé par le Werkschutz, la police de protection des usines, et leur chef Gotthold Stein. La direction du camp fut ensuite repris par les Schutzstaffeln (SS) et supervisée par leur chef de l'époque, Gottlieb Hering.  Dans le camp, les prisonniers étaient réveillés à 5 heures du matin, puis travaillaient de 6 heures à 18 heures pour produire des pièces d'avion, nettoyer l'usine, charger et le décharger les cargaisons.  Pour le petit déjeuner, les prisonniers recevaient du café noir et sept onces de pain, et pour le déjeuner et le dîner, ils recevaient une soupe au chou.  Cela a conduit de nombreuses personnes à mourir de faim ou à être abattues car elles étaient trop faible.  
Les maladies représentent une autre cause importante de décès dans le camp. Une épidémie de typhus en 1942 toucha des centaines de prisonniers qui, plutôt que d'être traités, furent abattus dans les bois par les Allemands. 

### JüdischerOrdungsdienst (service de police juif)
L'une des forces qui contrôlaient le camp était le Jüdischer Ordnungsdienst (service de police juif) . Alors que certains membres de cette force sympathisaient avec leurs homologues juifs, d'autres étaient violents envers les prisonniers pour être bien vus des Allemands et garder leur vie sauve.  
Deux membres du service de police juif, le docteur Birm et Jacob Keimann, choisirent d'eux-mêmes les Juifs qui devaient être exécutés quotidiennement,. Buciu Gotinger, qui était un kapo (prisonnier surveillant) a régulièrement torturé et battu les prisonniers, les obligeant à effectuer des travaux pénibles jusqu'à l’épuisement pour ensuite les battre avec une planche de bois jusqu'à leur évanouissement.  
Cependant, tous les membres du service de police juif de Mielec n'ont pas été violents envers les autres juifs. Le premier chef du service de police juive du camp, Bitkower, ainsi que sa femme étaient très appréciés et respectés des prisonniers. Selon le témoignage de l'un des prisonniers, Ajzik Leibovicz, Bitkower l'interrogea sur sa famille et d'où il venait. Quand il vu que Leibovicz était malade, Bitkower le recommanda a sa femme qui était médecin.Elle le soigna ce qui n'était pas fréquent dans les camps de travail. 

## Camp de concentration
Il n'y a pas de source d'information nazie qui indique exactement quand ce camp de travail est devenu un camp de concentration, probablement après l'arrivée de Gottlieb Hering en 1943 ou lorsque Josef Schwammberger est arrivé en février 1944. Cependant, on sait que le camp était déjà un camp de concentration au printemps 1944 car les prisonniers portaient  «KL» ( Konzentrationslager ) comme tatouage.  

## Liquidation et libération
Les témoignages de prisonniers se contredisent sur le moment précis où l'évacuation du camp  a commencé, mais il est convenu qu'en août 1944, la plupart des Juifs avaient été envoyés dans d'autres camps, principalement au camp de concentration de Płaszów, soit directement, soit par l’intermédiaire des mines de sel de Wieliczka. Il est aussi possible que le camp fut évacué en juillet après ordre d'Amon Göth tandis que l’Armée rouge se situait à moins de 80 kilomètres de Mielec. 
Les Juifs furent transportés dans des wagons de marchandises surpeuplés, beaucoup mourant à cause de la maladie ou de la faim. En janvier 1945, lorsque l’Armée rouge étaient presque à Mielec, les Juifs restants du camp durent être évacués à la hâte vers d'autres camps, mais en raison des conditions hivernales difficiles, beaucoup moururent en chemin et ceux qui ne moururent pas furent tués dans leurs camps de destination. Le 23 janvier 1945, l’Armée rouge libère Mielec.  